# جوانا فورست
جوانا فورست (بالإنجليزية: Joanna Forest)‏ هي مغنية وممثلة بريطانية، ولدت في 3 مايو 1977 في Loughton ‏ في المملكة المتحدة.

## وصلات خارجية
- الموقع الرسمي
- جوانا فورست على موقع ميوزك برينز (الإنجليزية)